# Eksudat
Eksudat – wydzielina z korzeni roślin, służąca allelopatii lub pobieraniu jonów z gleby.